# Rissoa syngenes
Rissoa syngenes är en snäckart som beskrevs av Addison Emery Verrill 1884. Rissoa syngenes ingår i släktet Rissoa och familjen Rissoidae. Inga underarter finns listade i Catalogue of Life.